# 田中順一
田中 順一（たなか じゅんいち）は、日本の総務官僚。総務省大臣官房長や、総務省行政評価局長、総務省人事・恩給局長、総務審議官、総務省顧問、富士通顧問、行政情報システム研究所理事長等を歴任した。

## 人物・経歴
鳥取県出身。1976年3月 鹿児島大学法文学部卒業、行政管理庁入庁。総務省行政管理局企画調整課長や総務省大臣官房参事官、総務省大臣官房総務課長、総務省大臣官房審議官（行政管理局担当）などを経て、2007年7月 総務省大臣官房長、2009年7月 総務省行政評価局長を経て、2011年 総務省人事・恩給局長。2012年9月11日 総務審議官（行政制度担当）。2014年 総務省顧問、富士通顧問。2016年 行政情報システム研究所理事長。2023年、瑞宝重光章受章。